# Wankaner
Wankaner ist eine Stadt mit etwa 44.000 Einwohnern (Zensus 2011) im indischen Bundesstaat Gujarat.
Wankaner liegt im Distrikt Rajkot im Norden der Kathiawar-Halbinsel. Die Stadt befindet sich 35 km nordnordöstlich von Rajkot sowie 25 km südsüdöstlich von Morbi. Der Fluss Machchhu durchfließt die Stadt. Wankaner liegt an der nationalen Fernstraße NH 8A.
Wankaner war Hauptstadt des früheren Fürstenstaates Wankaner.
Am westlichen Stadtrand befindet sich der Wankaner-Palast.